# Hermas intermedia
Hermas intermedia är en flockblommig växtart som beskrevs av C.Norman. Hermas intermedia ingår i släktet Hermas och familjen flockblommiga växter. Inga underarter finns listade i Catalogue of Life.